# Prison des peuples
Prison des peuples (russe : Тюрьма́ наро́дов) est une phrase utilisée pour la première fois par Vladimir Lénine en 1914,,. Il l'a appliquée à l'Empire russe, décrivant la politique nationale de l'époque. L'idée d'appeler la Russie une prison provient du livre d'Astolphe de Custine, La Russie en 1839.